# 第10回全国高等学校バスケットボール選抜優勝大会
第10回全国高等学校バスケットボール選抜優勝大会（だい10かい ぜんこくこうとうがっこうバスケットボールせんばつゆうしょうたいかい）は、1980年3月26日から30日まで代々木体育館別館で開催された全国高等学校バスケットボール選抜優勝大会。

## 出場校
| ブロック | 都道府県 | 男子             | 男子           | 都道府県 | 女子                 | 女子         |
| ブロック | 都道府県 | 出場校           | 出場回数       | 都道府県 | 出場校               | 出場回数     |
| -------- | -------- | ---------------- | -------------- | -------- | -------------------- | ------------ |
| 北海道   | 北海道   | 東海大学第四     | 5年連続6回目   | 北海道   | 札幌静修             | 2年ぶり4回目 |
| 東北1    | 青森県   | 弘前実業         | 2年連続3回目   | 秋田県   | 秋田経済大学附属     | 初出場       |
| 東北2    | 山形県   | 日本大学山形     | 2年ぶり5回目   | 秋田県   | 大曲                 | 6年連続9回目 |
| 関東1    | 茨城県   | 土浦日本大学     | 6年連続8回目   | 栃木県   | 宇都宮女子商業       | 2年ぶり5回目 |
| 関東2    | 神奈川県 | 相模工業大学附属 | 6年連続8回目   | 神奈川県 | 百合丘               | 2年連続2回目 |
| 関東3    | 千葉県   | 東海大学付属浦安 | 初出場         | 千葉県   | 東金                 | 2年ぶり2回目 |
| 関東3    | 栃木県   | 栃木工業         | 3年ぶり3回目   | 群馬県   | 桐生女子             | 初出場       |
| 東京都1  | 東京都   | 京北             | 10年連続10回目 | 東京都   | 東亜学園             | 2年連続2回目 |
| 東京都2  | 東京都   | 早稲田実業       | 6年ぶり2回目   | 東京都   | 東京成徳短期大学附属 | 9年連続9回目 |
| 北陸     | 福井県   | 北陸             | 7年ぶり2回目   | 石川県   | 金城                 | 3年連続5回目 |
| 信越     | 新潟県   | 新潟商業         | 3年連続3回目   | 新潟県   | 新潟商業             | 初出場       |
| 東海1    | 岐阜県   | 岐阜農林         | 3年連続7回目   | 愛知県   | 市邨学園             | 3年連続5回目 |
| 東海2    | 愛知県   | 名古屋電気       | 5年連続5回目   | 静岡県   | 静岡精華             | 4年ぶり2回目 |
| 東海3    | 静岡県   | 浜松西           | 初出場         | 岐阜県   | 岐阜女子商業         | 初出場       |
| 近畿1    | 大阪府   | 浪商             | 初出場         | 大阪府   | 樟蔭東               | 7年連続7回目 |
| 近畿2    | 京都府   | 洛南             | 6年連続6回目   | 兵庫県   | 夙川学院             | 2年ぶり7回目 |
| 近畿3    | 兵庫県   | 育英             | 2年連続2回目   | 滋賀県   | 守山                 | 2年ぶり5回目 |
| 中国1    | 島根県   | 松江北           | 3年ぶり2回目   | 島根県   | 松江商業             | 2年連続2回目 |
| 中国2    | 島根県   | 三刀屋           | 9年ぶり2回目   | 山口県   | 宇部女子             | 2年ぶり5回目 |
| 四国     | 高知県   | 高知小津         | 初出場         | 愛媛県   | 済美                 | 2年連続2回目 |
| 九州1    | 福岡県   | 福岡大学附属大濠 | 7年連続7回目   | 宮崎県   | 小林                 | 3年連続4回目 |
| 九州2    | 佐賀県   | 神埼             | 初出場         | 福岡県   | 中村学園女子         | 初出場       |
| 九州3    | 沖縄県   | 中央             | 初出場         | 鹿児島県 | 鹿児島女子           | 2年ぶり7回目 |
| 推薦     | 秋田県   | 能代工業         | 10年連続10回目 | 千葉県   | 昭和学院             | 2年連続6回目 |

## 試合結果

### 男子
1回戦
- 新潟商業 76 - 60 三刀屋
- 洛南 86 - 73 神埼
- 名古屋電気 82 - 54 育英
- 相模工業大学附属 118 - 75 高知小津

- 弘前実業 95 - 77 東海大学付属浦安
- 北陸 92 - 63 栃木工業
- 浜松西 92 - 63 中央
- 日本大学山形 60 - 48 早稲田実業

2回戦
- 能代工業 106 - 57 北陸
- 浜松西 68 - 62 松江北（OT）
- 岐阜農林 92 - 50 日本大学山形
- 土浦日本大学 77 - 41 洛南

- 弘前実業 97 - 62 浪商
- 京北 97 - 74 新潟商業
- 相模工業大学附属 84 - 82 東海大四
- 福岡大学附属大濠 78 - 63 名古屋電気

準々決勝
- 能代工業 93 - 68 浜松西
- 弘前実業 95 - 86 京北
- 福岡大学附属大濠 96 - 90 相模工業大学附属
- 岐阜農林 87 - 75 土浦日本大学

準決勝
- 能代工業 100 - 70 岐阜農林
- 福岡大学附属大濠 93 - 83 弘前実業

3位決定戦
- 岐阜農林 96 - 69 弘前実業

決勝
- 能代工業 82 - 78 福岡大学附属大濠

### 女子
1回戦
- 宇都宮女子商業 75 - 45 新潟商業
- 東京成徳短期大学附属 65 - 61 鹿児島女子
- 金城 66 - 60 中村学園女子
- 大曲 79 - 41 静岡精華

- 済美 67 - 66 東金（OT）
- 夙川学院 65 - 41 桐生女子
- 守山 76 - 37 宇部女子
- 百合丘 75 - 70 岐阜女子商業

2回戦
- 昭和学院 54 - 52 金城
- 大曲 60 - 55 松江商業
- 東京成徳短期大学附属 83 - 60 札幌静修
- 樟蔭東 78 - 62 百合丘

- 東亜学園 60 - 44 守山
- 済美 65 - 57 市邨学園
- 秋田経済大学附属 83 - 38 夙川学院
- 宇都宮女子商業 67 - 51 小林

準々決勝
- 昭和学院 56 - 53 大曲
- 東亜学園 80 - 48 済美
- 樟蔭東 66 - 63 東京成徳短期大学附属
- 宇都宮女子商業 70 - 56 秋田経済大学附属

準決勝
- 東亜学園 63 - 51 宇都宮女子商業
- 樟蔭東 76 - 60 昭和学院

3位決定戦
- 昭和学院 59 - 58 宇都宮女子商業

決勝
- 樟蔭東 59 - 52 東亜学園

## 大会ベスト5
男子
- 木村孝正 (能代工業№・2年)
- 佐藤清美 (能代工業№・2年)
- 上野真司 (福岡大学附属大濠№・年)
- 永山久司 (福岡大学附属大濠№・年)
- 田中竜二 (岐阜農林№・年)

女子
- 吉田昌子 (樟蔭東№・年)
- 有本貢 (樟蔭東№・年)
- 清水一美 (東亜学園№・年)
- 萩原雅枝 (昭和学院№・年)
- 大野由美子 (宇都宮女子商業№・年)